# Meg DeLacy
Margaret DeLacy Kelley (Los Ángeles, California; 9 de julio de 1996) es una actriz y cantante estadounidense. Es conocida por su papel como Cindy Burman / Shiv en la serie Stargirl de DC Universe.

## Vida y carrera
DeLacy nació y creció en el sur de California, su madre es filipina. Comenzó a crear música a la edad de 8 años antes de tocar la guitarra a los 12 años, y tiene su propio canal de YouTube. En 2012, DeLacy hizo su debut cinematográfico en la película de comedia dramática surcoreana Papa, en la que interpretó el papel de Maya. De 2013 a 2015, DeLacy fue elegida para desempeñar el papel principal en la serie web Side Effects, interpretando a Whitney Connolly. En 2016, DeLacy tuvo un papel recurrente en la serie dramática para adolescentes Recovery Road, interpretando a Nyla.
En 2017, DeLacy apareció como Candy en la película de comedia Austin Found dirigida por Will Raee, que se estrenó el 7 de julio de 2017. El mismo año, DeLacy participó en la película de comedia para adolescentes de Benny Fine titulada F the Prom. También el mismo año, DeLacy tuvo un papel recurrente en la serie web dramática Zac & Mia interpretando a Chloe. Desempeñó el papel recurrente de Grace en The Fosters de 2017 a 2018. Por su papel en Woodstock o Bust, DeLacy fue nominada en 2019 a Mejor Actriz de Reparto por el Festival de Cine Lady Filmmakers. Apareció como Clara en la película de suspenso Shattered Memories de Chris Sivertson.
A principios de 2020, DeLacy ganó el premio a Mejor Reparto en los Independent Shorts Awards de 2020 y también ganó el premio a la Mejor Actriz en el Fright Night Film Festival de 2020 por el cortometraje Scars, donde desempeñó un papel principal.
De 2020 a 2022, DeLacy interpretó a la villana Cindy Burman en la serie Stargirl.

## Filmografía
| Cine | Cine               | Cine                   | Cine         |
| Año  | Título             | Rol                    | Notas        |
| ---- | ------------------ | ---------------------- | ------------ |
| 2012 | Papa               | Maya                   |              |
| 2014 | The Blackout       | Christine              |              |
| 2017 | North of Neon      | Coin                   | Cortometraje |
| 2017 | Austin Found       | Candy                  |              |
| 2017 | F the Prom         | Felicity "City" Stufts |              |
| 2018 | Woodstock or Bust  | Meryl                  |              |
| 2018 | Shattered Memories | Clara                  |              |
| 2020 | Scars              | Aris                   | Cortometraje |
| 2020 | Rose               | Rose                   | Cortometraje |

| Televisión | Televisión             | Televisión          | Televisión                                 |
| Año        | Título                 | Rol                 | Notas                                      |
| ---------- | ---------------------- | ------------------- | ------------------------------------------ |
| 2013–2015  | Side Effects           | Whitney Connolly    | Serie web; Elenco principal (13 episodios) |
| 2015       | See Dad Run            | Juliette            | Episodio: «See Dad Runner Up»              |
| 2016       | Recovery Road          | Nyla                | Elenco recurrente (9 episodios)            |
| 2016       | The Disappearing Girl  | Carla               | Serie web                                  |
| 2017       | Chicago P.D.           | Tonya Whitley       | Episodio: «I Remember Her Now»             |
| 2017       | Zac and Mia            | Chloe               | Elenco recurrente (12 episodios)           |
| 2017-2018  | The Fosters            | Grace Mullen        | Elenco recurrente (20 episodios)           |
| 2019       | Santa Clarita Diet     | Margot              | Episodio: «Knighttime»                     |
| 2020       | Find a Way or Make One | Charlie             | Episodio: «Aut Viam Invenniam Aut Faciam»  |
| 2020-2022  | Stargirl               | Cindy Burman / Shiv | Elenco principal (30 episodios)            |
| 2020-2024  | The Rookie             | Chastity Sneed      | Elenco recurrente (4 episodios)            |

## Discografía

### Sencillos
| Título               | Año  | Álbum |
| -------------------- | ---- | ----- |
| «Bruises»            | 2018 | TBA   |
| «Red Wine»           | 2018 | TBA   |
| «Trapeze»            | 2018 | TBA   |
| «Some and All of It» | 2020 | TBA   |
| «67»                 | 2020 | TBA   |
| «Implicit»           | 2020 | TBA   |
| «Body»               | 2021 | TBA   |
| «Love Me Like That»  | 2021 | TBA   |

### Sencillos promocionales
| Título                               | Año  |
| ------------------------------------ | ---- |
| «You Stole My Heart»                 | 2012 |
| «Through»                            | 2012 |
| «We're Alive»                        | 2012 |
| «No Diggity»                         | 2013 |
| «Warm Water (Live)»                  | 2015 |
| «Girls Just Want to Have Fun (Live)» | 2015 |
| «I'm No Good (Live)»                 | 2015 |
| «Drinking and Driving (Live)»        | 2015 |
| «Never Know" (featuring Daoudi)      | 2017 |

### Participaciones como invitada
| Título              | Año  | Otros artistas                                                         | Álbum                                                          |
| ------------------- | ---- | ---------------------------------------------------------------------- | -------------------------------------------------------------- |
| «Titanium»          | 2013 | Ninguno                                                                | Side Effects: The Music, Episode 1 (Music From the Web Series) |
| «Sweet Little Pill» | 2013 | Chester See, Lulu Antariksa, Cade Canon Ball, Finn Roberts             | Side Effects: The Music, Episode 1 (Music From the Web Series) |
| «C'mon»             | 2013 | Lulu Antariksa                                                         | Side Effects: The Music, Episode 1 (Music From the Web Series) |
| «Mean»              | 2013 | Lia Marie Johnson                                                      | Side Effects: The Music, Episode 1 (Music From the Web Series) |
| «Bad Day»           | 2013 | Chester See, Lulu Antariksa, Cade Canon Ball, Finn Roberts             | Side Effects: The Music, Episode 1 (Music From the Web Series) |
| «Cups»              | 2014 | Lulu Antariksa, Cade Canon Ball, Keli Price, Finn Roberts, Chester See | Side Effects: The Music, Episode 2 (Music From the Web Series) |
| «Safe and Sound»    | 2014 | Cade Canon Ball                                                        | Side Effects: The Music, Episode 2 (Music From the Web Series) |
| «Kiss You»          | 2014 | Finn Roberts, Chester See                                              | Side Effects: The Music, Episode 2 (Music From the Web Series) |
| «Boom Boom»         | 2014 | Lulu Antariksa                                                         | Side Effects: The Music, Episode 2 (Music From the Web Series) |
| «Euphoria»          | 2017 | Austin Powell                                                          | Ink (EP)                                                       |
| «Suffragette»       | 2018 | Liquid Heart, David Lambert                                            | Sencillo que no pertenece a un álbum                           |

| Título        | Año  | Artista(s)  | Director(es) |
| ------------- | ---- | ----------- | ------------ |
| «Almost True» | 2020 | KTJ & Carly | KTJ & Carly  |

### Videos musicales
| Título               | Año  | Director           |
| -------------------- | ---- | ------------------ |
| «Through»            | 2012 | Christine Crokos   |
| «We're Alive»        | 2012 | William Sikora III |
| «Bruises»            | 2018 | Keenan O'Reilly    |
| «Some and All of It» | 2020 | Desconocido        |
| «Implicit»           | 2020 | Desconocido        |
| «Body»               | 2021 | Jake Matthews      |

## Premios y nominaciones
| Año  | Galardón                      | Categoría                                  | Nominada por      | Resultado | Ref.   |
| ---- | ----------------------------- | ------------------------------------------ | ----------------- | --------- | ------ |
| 2019 | Lady Filmmakers Film Festival | Mejor actriz de reparto en un largometraje | Woodstock or Bust | Nominada  | [ 25 ] |
| 2020 | Fright Night Film Festival    | Mejor actriz                               | Scars             | Ganadora  | [ 26 ] |
| 2020 | Independent Shorts Awards     | Mejor reparto                              | Scars             | Ganadora  | [ 27 ] |